# Metropolis (phim 1927)
Metropolis là một bộ phim chính kịch khoa học viễn tưởng của Đức năm 1927 do Fritz Lang đạo diễn. Được viết bởi Thea von Harbou phối hợp với Lang, với các ngôi sao Gustav Fröhlich, Alfred Abel, Rudolf Klein-Rogge and Brigitte Helm. Erich Pommer đã sản xuất nó trong Babelsberg Studios cho Đại học Phim A.G. (Ufa). Bộ phim câm được coi là một bộ phim khoa học viễn tưởng tiên phong, là một trong những bộ phim dài đầu tiên thuộc thể loại đó. Quá trình quay phim diễn ra trong 17 tháng vào năm 1925-1926 với chi phí hơn năm triệu Reichsmark.
Được sản xuất tại Đức trong thời kỳ Weimar, Metropolis được đặt trong một căn bệnh đô thị tương lai và theo những nỗ lực của Freder, con trai giàu có của chủ thành phố, và Maria, một nhân vật thánh thiện với công nhân, để vượt qua vịnh lớn ngăn cách các tầng lớp trong thành phố của họ và đưa công nhân cùng với Joh Fredersen, chủ thành phố. Thông điệp của bộ phim được bao gồm trong tựa đề cuối cùng: "Người hòa giải giữa đầu và đôi tay phải là trái tim".